# Нардаранская мечеть
Нардаранская Мечеть или Мечеть Гаджи-Бахши, также известна как Мечеть Рахимы ханум (азерб. Nardaran məscidi, Rəhimə xanım məscidi) — мечеть, относящаяся к эпохе династии  Сефевидов и расположенная в посёлке Нардаран Сабунчинского района города Баку. Воздвигнута в 1662/1663-х годах.